# Њу Плимут (Ајдахо)
Њу Плимут (енгл. New Plymouth) град је у америчкој савезној држави Ајдахо.

## Демографија
По попису из 2010. године број становника је 1.538, што је 138 (9,9%) становника више него 2000. године.
| Група             | 2000.         | 2010.         |
| Белци             | 1.228 (87,7%) | 1.288 (83,7%) |
| Афроамериканци    | 4 (0,3%)      | 3 (0,2%)      |
| Азијати           | 3 (0,2%)      | 5 (0,3%)      |
| Хиспаноамериканци | 138 (9,9%)    | 204 (13,3%)   |
| Укупно            | 1.400         | 1.538         |